# Mogrus antoninus
Mogrus antoninus là một loài nhện trong họ Salticidae.
Loài này thuộc chi Mogrus. Mogrus antoninus được Andreeva miêu tả năm 1976.